# Mesa Airlines
Mesa Airlines, Inc. ist eine US-amerikanische Regionalfluggesellschaft mit Sitz in Phoenix. Sie ist ein Tochterunternehmen der Mesa Air Group und fliegt unter den Dachmarken United Express für United Airlines. Früher flog sie auch für US Airways als US Airways Express sowie unter der Marke go!; dieser Eigenbetrieb wurde im März 2014 eingestellt.

## Geschichte
Der Ursprung der Gesellschaft ist die 1980 von Larry und Jane Risley als Flugdivision der JB Aviation gegründete Mesa Air Shuttle. Der Flugbetrieb wurde 1982 mit einer Piper PA-31 Navajo Chieftain zwischen Farmington und Albuquerque aufgenommen. Über die nächsten 5 Jahre etablierte sich die Gesellschaft in New Mexico und baute Albuquerque zum Drehkreuz aus. Innerhalb von 10 Jahren entwickelte sich die Gesellschaft zu einer Fluggesellschaft mit 38 Flugzeugen und bediente 63 Städte.

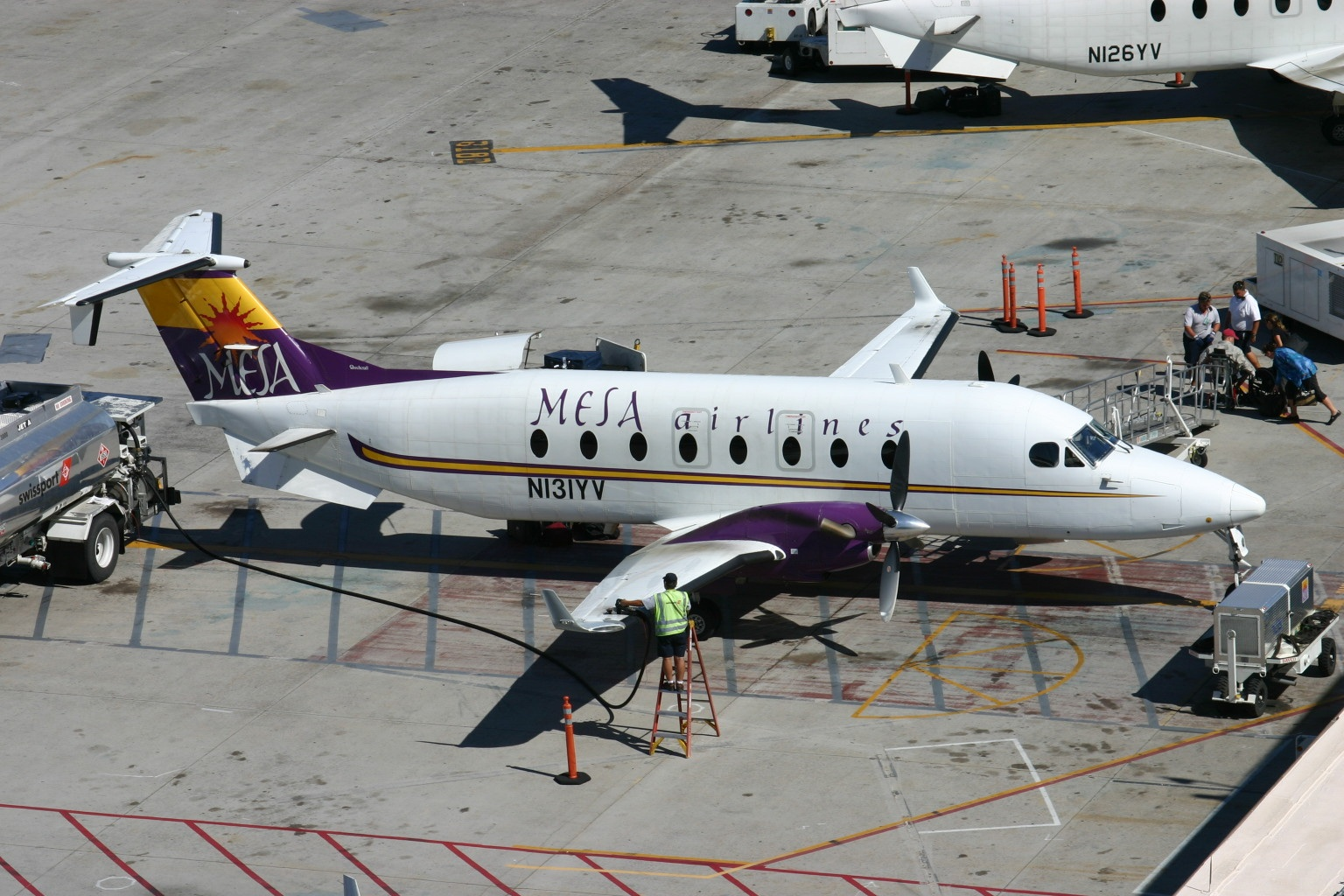
Beechcraft 1900D der Mesa Airlines, Phoenix 2004

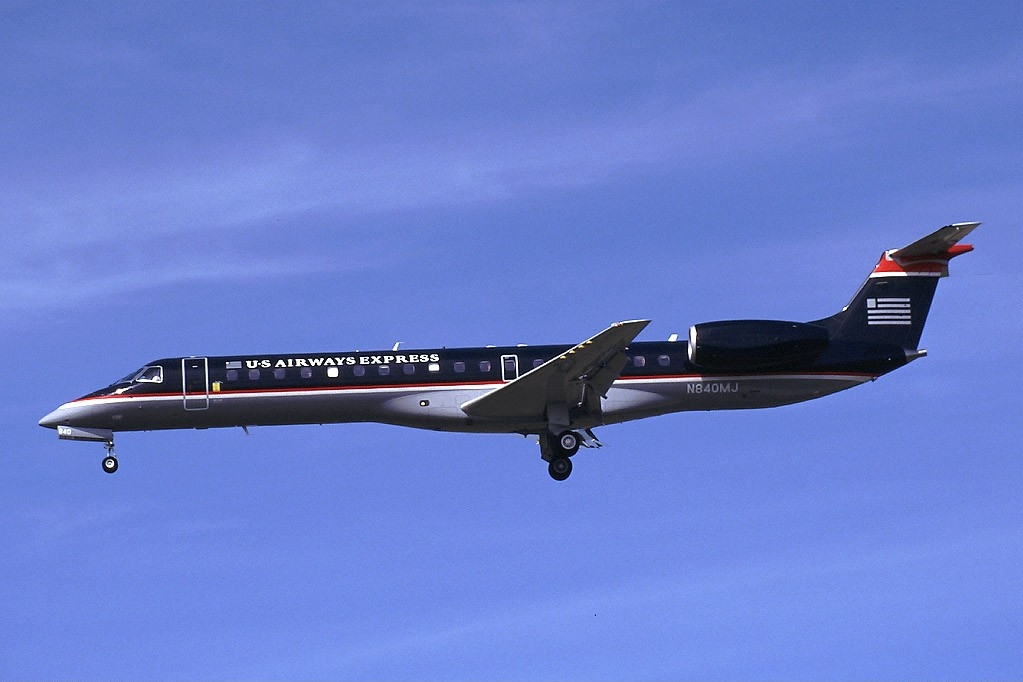
Embraer 145 der Mesa Airlines, betrieben für US Airways Express

Im Jahr 1989 ging Mesa als Mesa Airgroup an die Börse und erweiterte im selben Jahr durch ein Codeshare-Abkommen mit Midwest Express ihr Streckennetz durch Flüge ab Milwaukee. Durch den Kauf von Aspen Airways im Jahr 1990 und dem durch den Kauf übernommenen Codeshare-Abkommen mit United Airlines wurden Flüge als United Express ab Denver aufgenommen. Durch weitere Übernahmen von Air Midwest und WestAir erhielt Mesa weitere Codeshares mit US Airways und United und flog unter dem Namen United Express Strecken in Kalifornien und im Nordwesten der Pazifikküste. Eine weitere Expansion erfolgte 1991 durch die Gründung der Florida Gulf Division mit Codeshare-Flügen für US Airways ab Tampa, Florida und mit einem Codeshare-Abkommen mit America West. Bis 1995 wurden 95 % der Flüge der Mesa Airlines im Codeshare für United Airlines, US Airways und America West durchgeführt.
Ein Rückschlag erfolgte 1997, als United das Codeshare-Abkommen nicht verlängerte und die danach in Eigenregie durchgeführten Flüge in Texas sich als nicht rentabel erwiesen. Ein neues Management-Team handelte ein neues Codeshare-Abkommen mit America West aus und verlegte seinen Hauptsitz von Farmington nach Phoenix. Ende des Jahres 1998 flog die Gesellschaft mit 24 CRJ200, 12 DHC-8 und 79 Beech 1900D.
Nachdem Mesa wieder schwarze Zahlen schrieb, wollte man erneut expandieren und übernahm 1999 die in Charlotte beheimatete CCAir und damit mehrere US Airways-Strecken. Man sicherte sich weitere Regional-Strecken der US Airways und baute die CRJ-Flotte weiter aus. Zusätzlich wurden 36 neue Embraer ERJ 145 eingeflottet.
Im Jahr 2000 wurde das Codeshare-Abkommen mit America West erweitert. 75 % der Linienflüge wurden wieder mit sicheren Verträgen abgewickelt. Gleichzeitig reduzierte Mesa nicht rentable Turboprop-Einsätze und trennte sich von 17 der 19-Sitzer-Maschinen. 2001 gab Mesa ein neues Abkommen mit America West für den Einsatz von 40 größeren Bombardier CRJ700 und CRJ900 bekannt.
Die Ereignisse am 11. September 2001 stürzten die Fluggesellschaft in eine Krise. Mesa begann sofort die Kosten zu reduzieren, trennte sich von den Turboprop-Maschinen und arbeitete mit den Codeshare-Partnern zusammen, um wieder rentabel zu werden. Mesa blieb auch danach profitabel.
Zwischen dem Juni 2006 und März 2014 führte Mesa auch Flugverkehr zwischen den hawaiischen Inseln unter dem eigenen Markenauftritt go! durch.
Der letzte Flug für American Eagle fand im April 2023 statt. Es ist geplant, dass 38 Bombardier CRJ900 als Ersatz für 38 Embraer E175 von Houston und Denver aus für United Express operieren. Seit März 2023 wechseln Bombardier CRJ900 zu United Express.

## Flugziele
Heute fliegt Mesa Airlines als United Express täglich mehrere hundert Verbindungen zu über 100 Städten in den USA, Kanada und Mexiko.

## Flotte

### Aktuelle Flotte

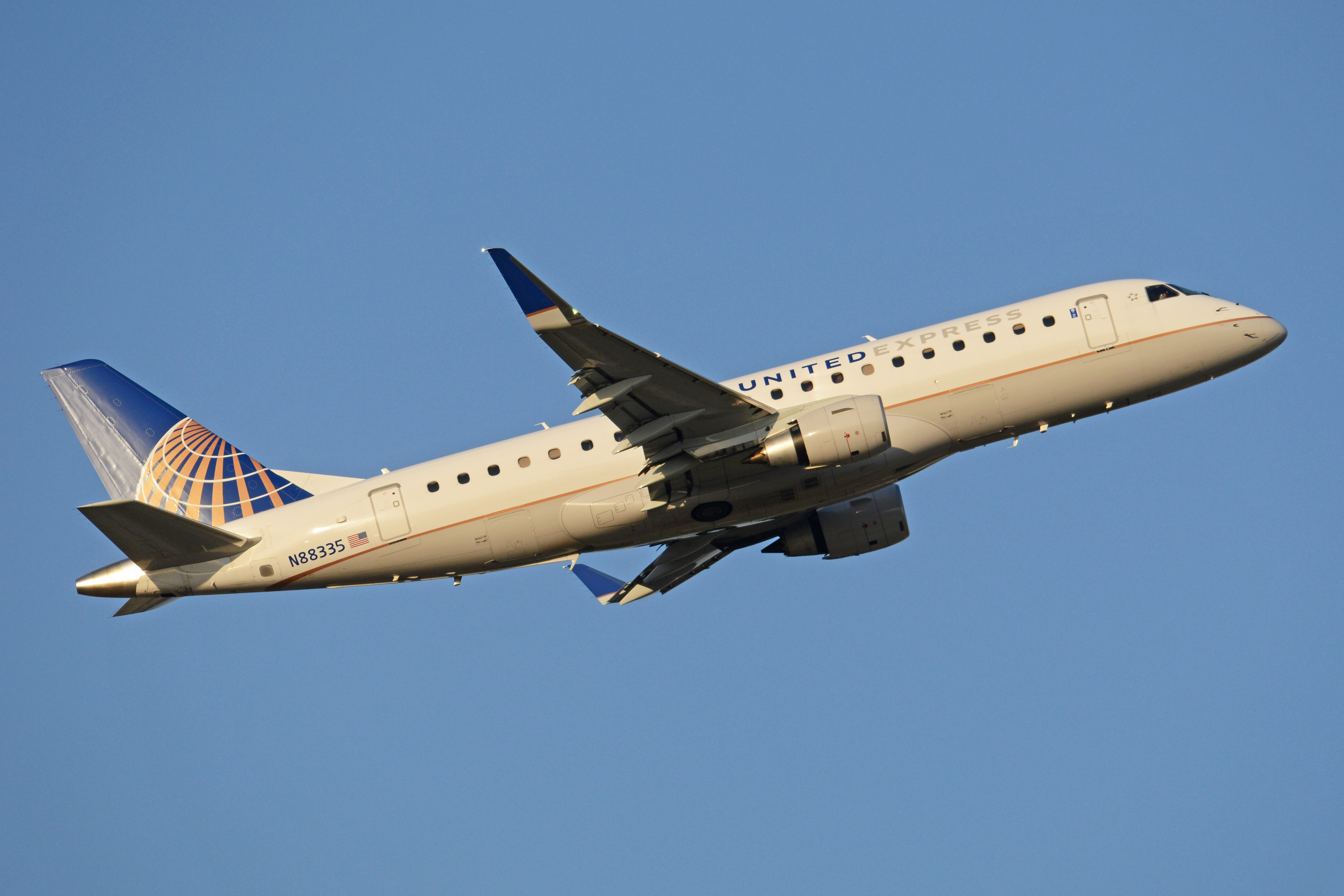
Embraer 175LR der Mesa Airlines, betrieben für United Express

Mit Stand Januar 2024 besteht die Flotte der Mesa Airlines aus 134 Flugzeugen mit einem Durchschnittsalter von 11,9 Jahren:

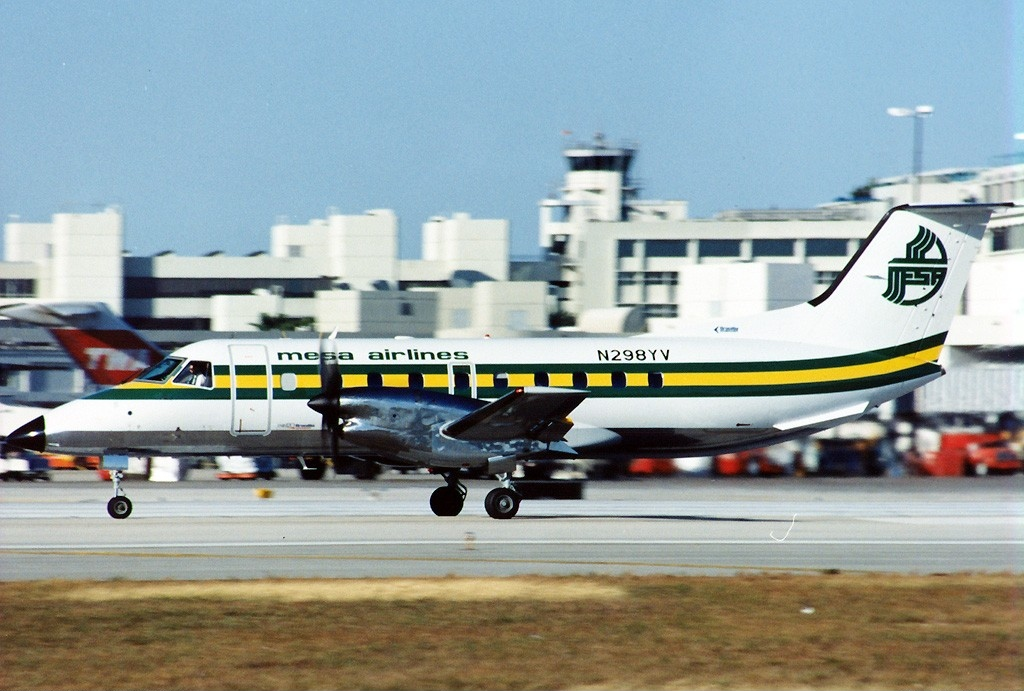
Embraer EMB-120 Brasilia der Mesa Airlines, 1996

| Flugzeugtyp            | Anzahl | bestellt | Anmerkungen                              | Sitzplätze | Durchschnittsalter |
| ---------------------- | ------ | -------- | ---------------------------------------- | ---------- | ------------------ |
| Boeing 737-400SF       | 03     |          | zwei betrieben für DHL, Frachtflugzeuge  | cargo      | 30,4 Jahre         |
| Boeing 737-800BCF      | 01     |          | betrieben für DHL                        | cargo      | 22,1 Jahre         |
| Bombardier CRJ900ER/LR | 050    |          | 27 inaktiv                               | 76–79      | 18,5 Jahre         |
| Embraer 175            | 080    |          | 31 inaktiv; betrieben für United Express | 70–76      | 7,1 Jahre          |
| Gesamt                 | 134    | -        |                                          |            | 11,9 Jahre         |

### Ehemalige Flugzeugtypen
- Boeing 737-800
- Bombardier CRJ100
- Bombardier CRJ200LR
- Bombardier CRJ700ER/LR
- De Havilland DHC-8
- Embraer EMB 120 Brasilia
- Embraer ERJ-145
- Piper PA-31 Navajo Chieftain

## Zwischenfälle

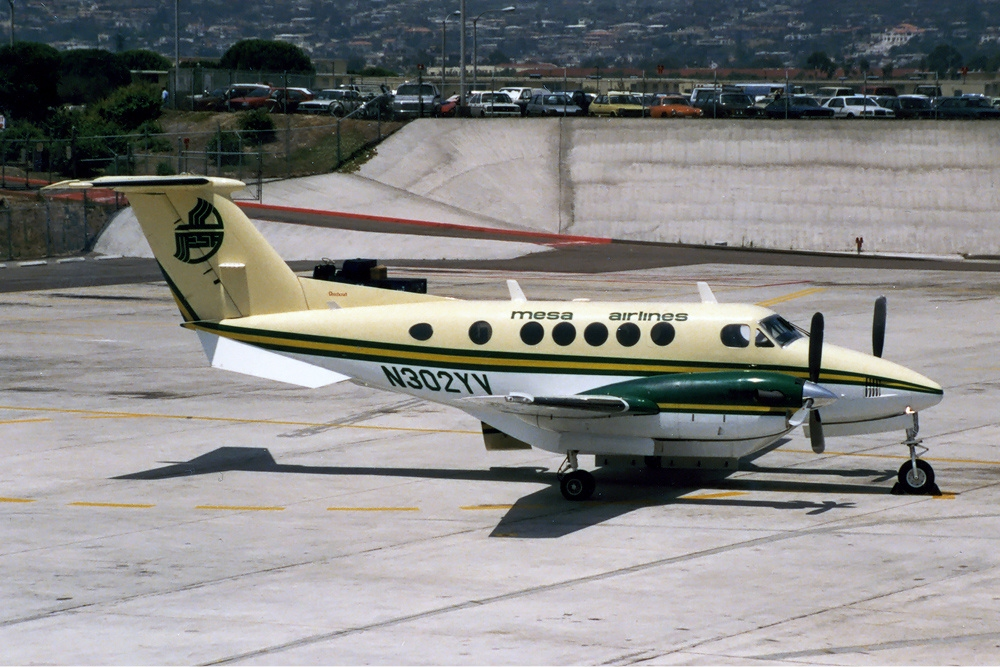
Beechcraft Super King Air der Mesa Airlines, 1990

- Am 10. Mai 1989 verunglückte eine von zwei Beechcraft 200 Super King Air (Kennzeichen N39YV) mit je einem Piloten unterwegs vom Santa Monica Municipal Airport nach Four Corners Regional Airport auf einem Positionierungsflug. Das verunglückte Flugzeug wurde zwei Tage später 100 Fuß (30 m) unterhalb eines Bergrückens gefunden. Der Pilot kam beim Zwischenfall ums Leben.[4]